# Artesanato da Espanha

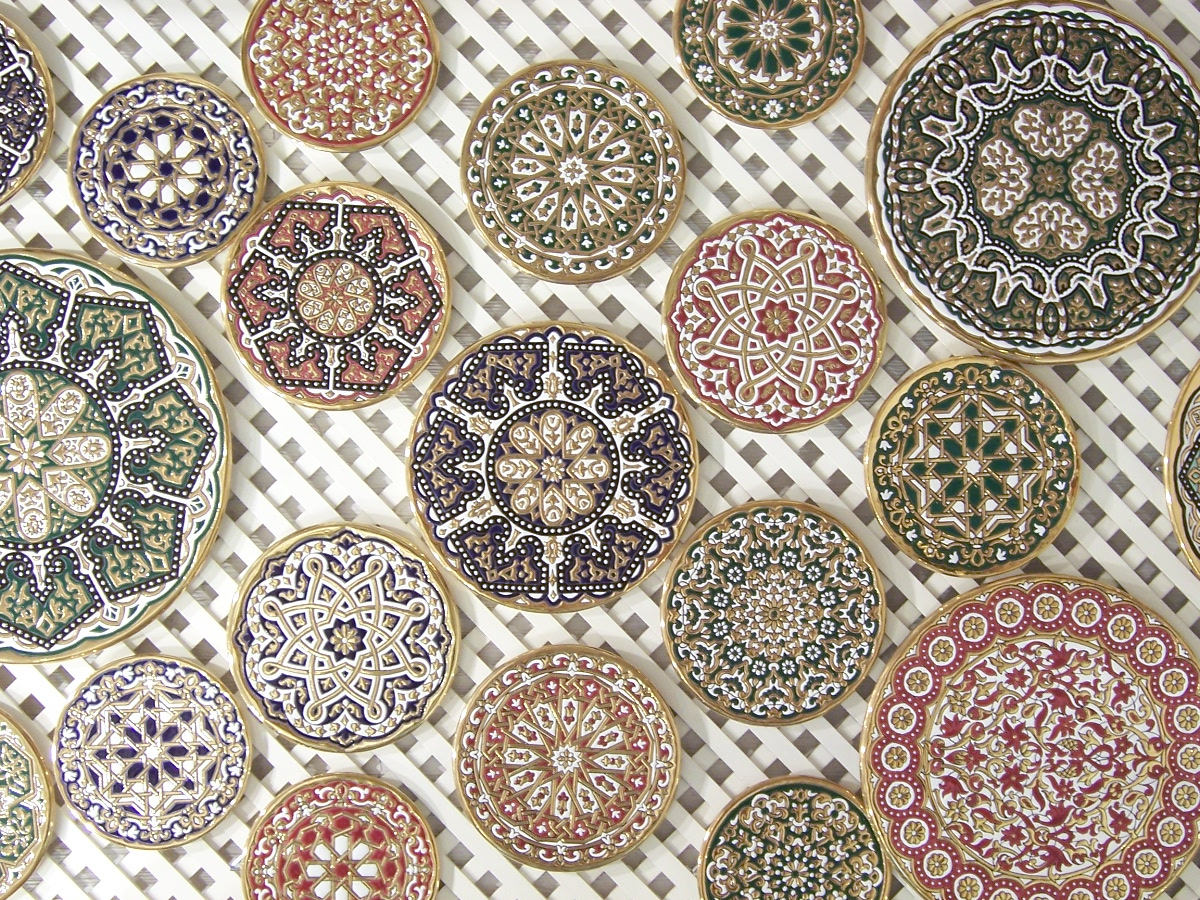
Cerâmica de Andaluzia.

O Artesanato da Espanha dispõe de uma comunidade autônoma que utiliza diferentes produtos em cerâmica (principalmente em Castela, Leão, na província de Granada, nas Astúrias e nas Canárias). Além disso, existe uma extensa representação no sector têxtil, no que se podem encontrar tecido, bordados, e encaixes como os bolillos.
Os artesãos espanhóis tem direito a documentação de seu ofício. Nas Ilhas Canárias, por exemplo, existe o Centro de Documentação e o Museu de Artesanato Iberoamericano, o maior da Europa, que pretende ensinar a seus visitantes a relação cultural e histórica entre os povos de um lado e outro do Oceano Atlântico através de seus trabalhos manuais.
Bordado é uma forma de criar a mão ou a máquina desenhos e figuras ornamentais em um tecido, utilizando para este fim diversos tipos de ferramentas como agulhas, fios de algodão, de seda, de lã, de linho, de metal etc., de maneira que os fios utilizados formem o desenho desejado